# Yelena Rudkovskaya
Yelena Rudkovskaya (también conocida como: Yelena Grigoryevna Rudkovskaya, Елена Григорьевна Рудковская o Alena Ryhorauna Rudkouskaya (Gómel, Bielorrusia, 21 de abril de 1973) es una nadadora bielorrusa retirada especializada en pruebas de estilo braza, donde consiguió ser campeona olímpica en 1992 en los 100 metros.
Representó al Equipo Unificado en los Juegos Olímpicos de Barcelona 1992 y a Bielorrusia en los Juegos Olímpicos de Atlanta 1996.

## Carrera deportiva
En los Juegos Olímpicos de Barcelona 1992, representado al Equipo Unificado, ganó la medalla de oro en los 100 metros braza, con un tiempo de 1:00.08 segundos, por delante de la estadounidense Anita Nall y la australiana Samantha Riley. Además ganó el bronce en los relevos de 4x100 metros estilos, tras Estados Unidos y Alemania (plata).

## Palmarés internacional
| Juegos Olímpicos               | Juegos Olímpicos        | Juegos Olímpicos  | Juegos Olímpicos  |
| Año                            | Lugar                   | Medalla           | Prueba            |
| ------------------------------ | ----------------------- | ----------------- | ----------------- |
| 1992                           | Barcelona (España)      | Medalla de oro    | 100 m braza       |
| 1992                           | Barcelona (España)      | Medalla de bronce | 4 × 100 m estilos |
| Campeonato Europeo de Natación |                         |                   |                   |
| Año                            | Lugar                   | Medalla           | Prueba            |
| 1991                           | Atenas (Grecia)         | Medalla de oro    | 100 m braza       |
| 1991                           | Atenas (Grecia)         | Medalla de oro    | 200 m braza       |
| 1991                           | Atenas (Grecia)         | Medalla de oro    | 4 × 100 m estilos |
| 1993                           | Sheffield (Reino Unido) | Medalla de bronce | 100 m braza       |